# Slovenský skauting
Slovenský skauting je největší slovenská skautská organizace sdružující více než 7 000 členů. Jejím cílem je výchova mládeže k osobnostem a k formování hodnot. Základnou výchovnou jednotkou je oddíl, ve kterém, se seskupuje několik skautských družin. Oddíly se spojují do „zborů“, přičemž každý skautský zbor má zpravidla samostatnou právní subjektivitu. Zbory z jednoho regionu tvoří skautskou oblast (v současnosti je jich 6) a oblasti spadají přímo pod národní orgány Slovenského skautingu. Slovenský skauting byl v historii třikrát zakázán. V roce 1989 byl SLSK oficiálně obnovený a od té doby funguje už 36 let, což je v jeho historii nejdelší etapa bez přerušení činnosti. Slovenský skauting je členem největších světových skautských organizací WOSM a WAGGGS.
Slovenský skauting patří mezi největší výchovné organizace dětí a mládeže na Slovensku.

## Historie
V Česku se skauting šířil pod vlivem A. B. Svojsíka již od roku 1911. V roce 1914 byla založena skautská organizace Junák – český skaut. Na Slovensku, které bylo v té době součástí Uherska, vznikl první (maďarský) skautský oddíl v Komárně v roce 1913. Slovenské skautské oddíly začaly ve výrazné míře vznikat až po 1. světové válce. V 1. československé republice se zformovalo několik skautských organizací, lišících se na pohledem na náboženství, národnostním či sociálním základu. Existovaly např. katoličtí skauti, evangeličtí skauti, židovští skauti (Ha-Šomer ha-ca'ir), ale dokonce i komunisty podporováni tzv. Spartakovi skauti práce. Největší a nejdůležitější jednotící organizací však byl Svaz junáků – skautů a skautek RČS.
Roku 1938 slovenská vláda skautské organizace zakázala (roku 1940 i vláda v protektorátu Čechy a Morava). Část katolických skautů byla transformována do Hlinkovy mládeže. Většina skautů však kolaboraci s režimem odmítala a mnohé skautské skupiny – zejména v Čechách – vyvíjely intenzivní odbojovou činnost proti nacistům.
Po skončení války roce 1945 obnovila celostátní organizace Junák (na Slovensku Slovenský Junák) svou činnost s masovou odezvou mládeže. Komunistický převrat v roce 1948 však způsobil rychlý zákaz svobodymilovné skautské činnosti a vznik státem preferované komunistické Pionýrské organizace Československého svazu mládeže. Skautští činovníci byli perzekvováni, zavírání či dokonce popravováni v rámci stalinistických procesů v 50. letech.
V roce 1968, v rámci pražského jara, byl skauting (Junák) v Československu znovu povolen, ale jen nakrátko, protože v roce 1970 ho normalizační tlak zakázal. Definitivně byl skauting obnoven po sametové revoluci roku 1989.
Rozdělení Československa přineslo vznik samostatné organizace Slovenský skauting (SLSK), která je dodnes jedinou velkou skautských organizací pro mladé lidi bez rozdílu národnosti. Nejvíce členů Slovenského skautingu je slovenské a romské národnosti.
Novodobá historie slovenského skautingu procházela bouřlivými fázemi obnovování činnosti, přizpůsobování programu potřebám dnešní mladé generace, vyjasňování si vlastní identity a principů. Dnes je slovenský skauting silnou stabilizovanou organizací, s moderním programem a aktivitami a zároveň neslábnoucí důrazem na univerzální skautské hodnoty.

## Další organizace
Kromě SLSK na Slovensku funguje ještě Svaz skautů maďarské národnosti (ZSMN), který však členem světových organizací není a zaměřuje se spíše na úzkou spolupráci se skauty v Maďarsku. Mezi SLSK i ZSMN jsou však přátelské a bratrské vztahy.